# Сован, Мухаммед
Мухаммед Сован (араб. محمد صوان‎; род. 1959, Ливия) — ливийский исламистский активист и политик. Лидер Партии справедливости и строительства с момента её основания в марте 2012 года по июнь 2021 года. Партия является политическим крылом ливийского отделения всемирной организации «Братья-мусульмане».

## Биография
Мухаммед Сован родился в Мисурате. Он турецкого происхождения. Сован был заключён в тюрьму свергнутым правительством Ливийской Арабской Джамахирии, пока в 2006 году не был освобождён. Впоследствии он работал менеджером отеля. 

## Взгляды
В сентябре 2017 года Мухаммед Сован высказывался об исламе таким образом: «Ислам является общим знаменателем для всех ливийцев, мы отказываемся, чтобы кто-либо представлял религию от их имени».
В июне 2018 года Сован призывал к «достижению децентрализованной местной системы управления» и «диалоге о богатстве и справедливости его распределения, а также о формулах сосуществования», чтобы «обеспечить стабильную жизнь ливийцам». Он также заявил, что «Ливия родилась после жертв отцов», отметив, что страна сейчас «находится» перед вторым этапом становления после десятилетий тиранического правления.